# استاریه آتاگی
استاریه آتاگی (روسی: Ста́рые Атаги́) یک شهرک در شهرستان گروزننسکی ناحیه چچن در کشور روسیه است.